# Glenea samarensis
Glenea samarensis là một loài bọ cánh cứng trong họ Cerambycidae.